# Lettres de Vincent Van Gogh

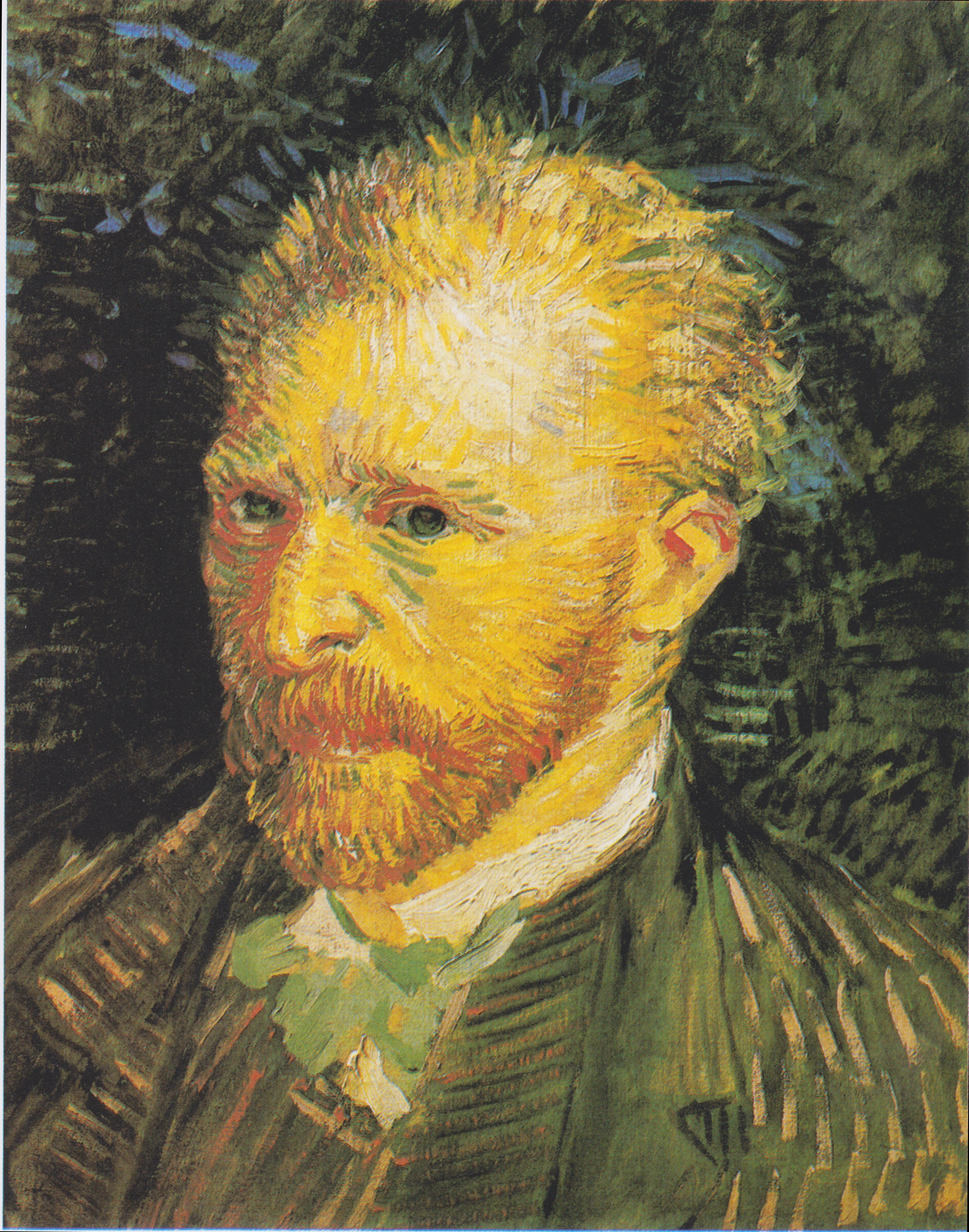
Autoportrait de Van Gogh (1887), musée d'Orsay.

Les Lettres de Vincent Van Gogh forment un ensemble de 928 lettres tant écrites (844) que reçues (84) par le peintre néerlandais Vincent van Gogh (1853-1890). Plus de 650 d'entre elles ont été écrites par Vincent à son frère Théo van Gogh (1857-1891). Le corpus de lettres comprend aussi des lettres que Van Gogh écrivit à sa sœur Will, à sa mère ainsi qu'à d'autres proches tels que Paul Gauguin, Anthon van Rappard, Émile Bernard ou encore John Peter Russell.
Vincent Van Gogh lui-même avait conscience de la nécessité de préserver sa correspondance  dans la lettre 589, il écrit à son frère Théo en 1888 « "Je te renvoie ci-inclus la lettre de Tersteeg et celle de Russell – il sera peut-être intéressant de garder la correspondance des artistes.– s » » et dans la Lettre 682 il précise qu'il prend soin de conserver soigneusement les lettres d'Émile Bernard : « "Je garde tous les lettres de Bernard, ils sont quelquefois vraiment interessants, tu les liras un jour ou un autre, cela fait déjà tout un paquet." »
Cet avis fut partagé par Théo : il conserva la correspondance de son frère, qui constitue aujourd’hui une partie importante du fonds du musée Van Gogh.
Les lettres sont pour la plupart écrites en néerlandais et en français, et certaines en anglais, et couvrent la période d'août 1872 à juillet 1890. Certaines sont illustrées de dessins.

## Historique
À la mort de son mari Théo, Johanna van Gogh rentre en Hollande et ouvre une pension de famille, tout ayant reçu un important héritage en tableaux et gravures, et l'œuvre de Vincent Van Gogh. Tout en élevant son fils Vincent Willem Van Gogh (1890-1978), elle entreprend de faire connaître et valoriser l'œuvre du peintre. Elle note le 14 novembre 1891 dans son journal intime : « A coté de mon enfant, Théo m'a laissé une autre tâche - l'œuvre de Vincent - pour la rendre visible et apprécier autant que possible, garder les trésors que Vincent et Théo ont collectionné pour l'enfant, c'est aussi mon travail », puis elle ajoute : « maintenant je vais commencer par les lettres avant l'été. »
Il lui faudra dix ans d'effort avant que les Lettres à Théo ne soient publiées en janvier 1914. Cette première édition comprenait trois volumes, et fut suivie en 1952-1954 par l'édition d'un quatrième volume incluant des lettres additionnelles. Et c'est à partir des éditions des Lettres, constituées d'informations partielles et lacunaires, que le mythe populaire de la Vie passionnée de Vincent Van Gogh est proposée par Irving Stone en 1934 dans sa biographie romancée.
L'historien de l'art Jan Hulsker suggéra en 1987 que les lettres soient classées par ordre chronologique et entreprit de le faire quand le projet The Letters Vincent Van Gogh fut lancé par le Musée Van Gogh d'Amsterdam.  Le projet a porté sur le recollement complet des lettres écrites et reçues par Vincent:  http://vangoghletters.org accompagné d'un système d'annotations.
Cet ensemble de lettres n'est pas exceptionnel par son nombre, ainsi la correspondance de Eugène Delacroix est constituée de 1500 lettres, celle de Claude Monet de plus de 3000, celle de James McNeill Whistler de 13000 et celle de Voltaire est de près de 20000 pages adressée à plus 1700 personnes .

## Histoire des publications
Les lettres de Vincent Van Gogh sont d'abord publiées sous forme de citations dans les catalogues d'exposition dès 1892 ou dans les articles du Mercure de France entre 1892-1897. Aux Pays-Bas, des extraits des lettres à Anthon van Rappard sont publiés en 1905.
En 1911, Émile Bernard publie les lettres qu'il a reçues in-extenso, des extraits en sont publiés au Japon dès 1913.

### Les éditions partielles:Les Lettres à son frère Théo
En 1914, Jo Bonger-Van Gogh publie Lettres à son frère Théo. Cette édition publie les lettres dans leurs langues d'origine, le néerlandais et le français, mais les lettres sont coupées, raccourcies, sans note explicative, ni date. Ainsi elle omet de publier ici un nom, là un passage, long ou court. Et comme elle l'écrit au fils du docteur Gachet « "si vous voyez quelque chose que vous ne souhaitez pas voir publier, je le laisserai de côté ou si vous préférez je coupe la phrase. » . 
Cependant elle rend les lettres de Vincent Van Gogh lisibles à tous les amoureux de l'art et historiens de l'art tout en en conservant l'esprit général, au-delà des omissions, des contre-sens ou des déplacements de paragraphes d'une lettre dans une autre.
L'ensemble des trois volumes des Lettres à mon frère Théo est ensuite traduit en allemand et publié par Paul Cassirer à Berlin en 1914.
C'est le fils de Jo Bonger et Théo van Gogh, Vincent Van Gogh (1890-1978), qui publie le premier les lettres-réponses de son père au peintre en 1932. Les éditions de plus en plus complètes se succèdent, mais toujours à base des citations, des censures et des extraits tels que les avait organisés Jo Bonger-Van Gogh. En France, Bernard Grasset les publie en 1937.
En 1977, la première édition, en fac-similé des lettres « en français » de Vincent Van Gogh est réalisée à 485 exemplaires, en édition de luxe !
L'année suivante, les lettres de Gauguin à Vincent van Gogh sont publiées par Douglas Cooper, pour la première fois.
Aujourd'hui, les éditions partielles des Lettres de Vincent Van Gogh sont intitulées :Lettres à son frère Théo ou au nom du destinataire Lettres à Van Rappard, etc.

### L'édition complète desLettres de Vincent Van Gogh
À partir de 1987, le Musée Van Gogh entreprend, à l'initiative de Jan Hulsker, la publication chronologique indexée et annotée la plus complète et intégrale possible de la correspondance (envoyée ou reçue) de Vincent Van Gogh, tant sous forme classique imprimée en six volumes pour 2164 pages que numérique avec un site spécialement dédié : Vincent Van Gogh - The Letters The Complete Illustrated and Annotated Édition.
Le nombre de lettres présentées passe de 600 à près de 1000, de nouveaux correspondants apparaissent - Russell, sa mère, etc - au total, cinquante correspondants; on trouve également les lettres coordonnées de la famille à Théo, par exemple de Théodorus, le père, à son fils Théo.
Les lettres peuvent y être lues et vues, dans leur langue d'origine, néerlandais, français ou anglais ou traduites en anglais, vues en fac-similé avec leurs dessins et avec des tables de correspondances pour les toiles. Elles sont référencées par période, par correspondant, par lieu, par dessin... le tout accompagné d'un corpus précis, tant biographique que se rapportant au contexte historique de 1853 à 1914.

### Différences entre les éditions
Quelques différences entre les deux éditions partielles et complètes : 

#### Confusion
- Confusion dans la transcription entre les G et les Y manuscrits par Van Gogh dans l'édition des Lettres de Théo par Johanna Bonger-VanGogh; ainsi il ne s'agit pas du peintre Roger, mais Royer, mais également pour ce qui est des points, virgules, et autres césures de phrases.

#### Utilisation du français
- Utilisation de jurons français dans les lettres écrites en néerlandais; la nouvelle édition donne aussi la liste des mots et des tournures idiomatiques françaises que le peintre a pris plaisir à apprendre et à utiliser, même dans ses lettres en français.

#### Coupures, césures et censures
- Dans l'édition des Lettres à son frère Théo[13], la lettre 516 F en français à son frère, publiée page 388, est datée « Début août 1888 » et débute ainsi :

« Comme la vie est courte et comme elle est fumée. Ce qui n’est pas une raison pour mépriser les vivants, au contraire. Aussi avons nous raison de nous attacher plutôt aux artistes qu’aux tableaux.............. Maintenant je suis en train avec un autre modèle, un facteur en uniforme bleu agrémenté d’or, grosse figure barbue très-socratique. Républicain enragé comme le père Tanguy. Un homme plus intéressant que bien des gens. »

Dans l'édition Vincent Van Gogh The Letters 2009-2014, la lettre devient le No 652, à Théo Van Gogh, Arles, mardi 31 juillet 1888 et débute ainsi : 

« Mon cher Théo,
ainsi enfin notre oncle ne souffre plus – ce matin je reçois la nouvelle de notre sœur. Parait qu’on t’attendait plus ou moins pour l’enterrement et peut-être en effet tu y seras à présent. Comme la vie est courte et comme elle est fumée. Ce qui n’est pas une raison pour mépriser les vivants, au contraire. Aussi avons nous raison de nous attacher plutôt aux artistes qu’aux tableaux.
Je travaille dur pour Russell. j’ai pensé que je ferais pour lui une série de dessins d’après mes études peintes, j’ai la conviction qu’il les regardera avec bonne volonté et cela, j’espère du moins, le poussera davantage à faire une affaire. MacKnight est revenu voir hier et a aussi trouvé bien le portrait de jeune fille et a encore dit qu’il trouve bien mon jardin. Je ne sais vraiment pas s’il a de l’argent ou non.
Maintenant je suis en train avec un autre modèle, un facteur en uniforme bleu agrémenté d’or, grosse figure barbue très-Socratique. Républicain enragé comme le père Tanguy. Un homme plus intéressant que bien des gens. »

Aussi la lettre 652 continue deux fois plus longue que la lettre 516F ! Et il apparaît que Vincent Van Gogh travaille sous la direction bienveillante de Russell.
- Dans l'édition des Lettres à son frère Théo, la lettre 621F, sans date p. 537 [13] est réduite au simple paragraphe d'introduction de la lettre 834 du 3 janvier 1890 dans l'édition intégrale, qui indique l'expédition et la description des toiles envoyées, démontées sans châssis :  Le Champ labouré, Le Ravin, Les Oliveuses (tableau dédié à sa mère et à sa sœur), Les Oliviers, Les Grands Platanes, Copies d'après Millet, La Pluie. Van Gogh précise comment elles doivent être présentées et encadrées de blanc. Puis il critique les dessins d'Hugo, les compare à ceux des illustrateurs Daniel Vierge, Adolphe Hervier, Gustave Doré et Daumier.

- Autre exemple dans la lettre 686 du 24 septembre 1889, (542 F, sans date), plusieurs paragraphes consacrés à son admiration pour Meissonier, Vélasquez ou Hokusai avaient été censurés.

## Qualités littéraires et intérêt au plan biographique
Considérées comme un chef-d'œuvre de la littérature picturale au même titre que le Journal de Delacroix, ces lettres montrent la culture littéraire et picturale remarquable de Vincent Van Gogh et ses talents linguistiques. Elles sont écrites dans un style précis, souvent lyrique et imagé. Elles reflètent à la fois une vision du monde qui évolue au long de sa vie, entre mysticisme religieux et politique (christianisme social), ainsi que la tragédie solitaire de l'existence de leur auteur.
Pour Pascal Bonafoux, « Vincent, peint, peint. Il peint comme il écrit. Il écrit comme il peint ».
Fourmillant de détails, cette correspondance apporte des informations irremplaçables, non seulement sur la dynamique de création de Vincent Van Gogh lui-même, mais aussi sur le monde artistique de l'époque. 
Vincent Van Gogh s'y montre lecteur avide des écrivains de son époque, français (Flaubert, Hugo, Maupassant, Michelet, Zola), anglais (Shakespeare, Dickens, George Eliot) ou russes (Tolstoï, Tourgueniev), aussi bien que de la Bible, qu'il commente. Il copie de nombreux poèmes, qu'il envoie ou traduit à sa famille. Il évoque et critique la peinture de son époque : Blake, Corot, Degas, Delacroix, Géricault, Meissonnier , Millet, Monet, Rembrandt, Renoir, Russel, Toulouse-Lautrec, les estampes japonaises...
Ainsi il écrit dans la lettre 155 : « Il y a du Rembrandt dans Shakespeare, et du Corrège en Michelet, et du Delacroix dans Hugo, et puis il y a du Rembrandt dans l’Évangile ou de l’Évangile dans Rembrandt ». Avec une érudition étonnante, les lettres de Van Gogh distillent ses convictions esthétiques, à la croisée de sa passion pour la littérature et de sa foi en la peinture : « Il paraît que dans le livre Ma religion, Tolstoï insinue que quoi qu’il soit d’une révolution violente, il y aura aussi une révolution intime et secrète dans les gens d’où renaîtra une religion nouvelle ou plutôt quelque chose de tout neuf qui n’aura pas de nom, mais qui aura le même effet de consoler, de rendre la vie possible qu’autrefois avait la religion chrétienne. »
Les lettres évoquent aussi les relations parfois difficiles que Vincent entretient avec ses amis et sa famille, ainsi que les soucis d'ordre matériel qui sont les siens, quoique l'édition intégrale permet de les relativiser.
Mais elles montrent aussi combien la « maladie » qui l'atteint l'empêche de travailler, et combien il oppose à sa « folie » , « la logique de son art », ainsi qu'il l'écrit à Saint-Rémy-de-Provence et à Auvers.